# 大学教授資格
ハビリタチオン（独/英: Habilitation）は、主にドイツ語圏の大陸ヨーロッパの最高学位である。大学教授資格（だいがくきょうじゅしかく）と訳される。博士より上の学位で、いわゆる上級博士（Higher doctorate）の一種である。
なお、大学教授資格論文（学位論文）をHabilitationsschriftと呼ぶが、Habilitationsschriftのことを単にHabilitationと呼ぶことがある。

## アグレガシオン
フランス語圏の資格のアグレガシオン（Agrégation）は、大学教授資格と訳される。ただし、フランスにもHabilitation à diriger des recherchesという資格が存在する。